# Berg (Fischen im Allgäu)
Berg (mundartlich: Bearg) ist ein Gemeindeteil der Gemeinde Fischen im Allgäu im bayerisch-schwäbischen Landkreis Oberallgäu.

## Geographie
Das Dorf liegt unmittelbar nordwestlich des Hauptorts Fischen. Östlich der Ortschaft verläuft die Bundesstraße 19. Nordwestlich von Berg fließt die Weiler Ach.

## Ortsname
Der Ortsname bedeutet (Siedlung an der) Anhöhe und lässt auf eine der ältesten Sommerweiden für Fischinger Vieh zurückschließen.

## Geschichte
Berg wurde erstmals urkundlich im Jahr 1396 als ze Berg erwähnt. Eine Erwähnung im Jahr 1361 kann nicht eindeutig diesem Ort zugeordnet werden.